# برونو بونغونغو
برونو بونغونغو (مواليد 30 يونيو 1985) هو ملاكم من جمهورية أفريقيا الوسطى، مثّل بلاده في الألعاب الأولمبية الصيفية 2008.

## روابط خارجية
برونو بونغونغو على موقع بوكس ريك (الإنجليزية) (registration required)
- برونو بونغونغو على موقع أوليمبيديا (الإنجليزية)